# 657 هـ
657 هـ هي سنة في التقويم الهجري امتدت مقابلةً في التقويم الميلادي بين سنتي 1259 و1259.

## مواليد
- ابن رشيد السبتي
- ابن شيخ الحزامين

## وفيات
- ابن الدباغ الإشبيلي
- بدر الدين لؤلؤ